# Wahlkreis Wartburgkreis I
Der Wahlkreis Wartburgkreis I (Wahlkreis 5) ist ein Landtagswahlkreis in Thüringen.
Der Wahlkreis umfasst vom Wartburgkreis die Gemeinden Bad Salzungen, Buttlar, Dermbach, Empfertshausen, Geisa, Gerstengrund, Krayenberggemeinde, Leimbach, Oechsen, Schleid, Unterbreizbach, Vacha, Weilar und Wiesenthal.

## Landtagswahl 2024
Die Landtagswahl fand am 1. September 2024 statt. Am 5. Juli 2024 hatte der Wahlausschuss des Wartburgkreises die nachfolgend genannten Direktkandidaten zugelassen. Der Wahlkreisvorschlag der ÖDP wurde nicht zugelassen, weil die erforderliche Anzahl an Unterstützungsunterschriften nicht erreicht wurde.
| Landtagswahl in Thüringen 2024 – WK Wartburgkreis IZweitstimmen %403020100 36,4 %28,0 %14,3 %10,0 %4,2 %1,9 %1,3 %0,9 %3,0 % AfDCDUBSWLinkeSPDFWGrüneFDPSonst.Gewinne und Verlusteim Vergleich zu 2019 %p 16 14 12 10 8 6 4 2 0 −2 −4 −6 −8−10−12−14−16−18+12,2 %p−0,4 %p+14,3 %p−17,6 %p−3,2 %p+1,9 %p−2,1 %p−3,1 %p−2,0 %pAfDCDUBSWLinkeSPDFWGrüneFDPSonst. |

| Gegenstand der Nachweisung | Gegenstand der Nachweisung | Erst- stimmen | Erst- stimmen | Zweit- stimmen | Zweit- stimmen |
| Bewerber                   | Partei                     | Anzahl        | %             | Anzahl         | %              |
| -------------------------- | -------------------------- | ------------- | ------------- | -------------- | -------------- |
| Wahlberechtigte            | Wahlberechtigte            | 43.577        | 43.577        | 43.577         | 43.577         |
| Wähler                     | Wähler                     | 31.638        | 31.638        | 31.638         | 72,6           |
| Ungültige Stimmen          | Ungültige Stimmen          | 530           | 1,7           | 262            | 0,8            |
| Gültige Stimmen            | Gültige Stimmen            | 31.108        | 98,3          | 31.376         | 99,2           |
| davon                      |                            |               |               |                |                |
| Anja Müller                | DIE LINKE                  | 3.756         | 12,1          | 3.130          | 10,0           |
| Uwe Krell                  | AfD                        | 11.962        | 38,5          | 11.428         | 36,4           |
| Martin Henkel              | CDU                        | 11.501        | 37,0          | 8.792          | 28,0           |
| Martin Geißler             | SPD                        | 1.473         | 4,7           | 1.327          | 4,2            |
|                            | GRÜNE                      |               |               | 409            | 1,3            |
| Leon Bender                | FDP                        | 270           | 0,9           | 278            | 0,9            |
|                            | TIERSCHUTZ hier!           |               |               | 271            | 0,9            |
|                            | ÖDP / Familie ..           | 52            | 0,2           |                |                |
|                            | PIRATEN                    | 62            | 0,2           |                |                |
| Stefan Klaus Engel         | MLPD                       | 136           | 0,4           | 27             | 0,1            |
|                            | BÜNDNIS DEUTSCHLAND        |               |               | 114            | 0,4            |
|                            | BSW                        | 4.483         | 14,3          |                |                |
|                            | FAMILIE                    | 127           | 0,4           |                |                |
| Uwe Mannel                 | FREIE WÄHLER               | 1.605         | 5,2           | 600            | 1,9            |
| Alf Schmidt                | WU                         | 405           | 1,3           | 275            | 0,9            |

## Landtagswahl 2019
Die Landtagswahl 2019 fand am 27. Oktober 2019 statt.
| Direktkandidat       | Partei                      | Wahlkreisstimmen in % | Landesstimmen in % |
| -------------------- | --------------------------- | --------------------- | ------------------ |
| Martin Henkel        | CDU                         | 34,4                  | 28,4               |
| Anja Müller          | DIE LINKE                   | 23,3                  | 27,6               |
| Martin Geißler       | SPD                         | 6,9                   | 7,4                |
| Stefan Mäurer        | AfD                         | 23,8                  | 24,2               |
| Andreas Hundertmark  | GRÜNE                       | 4,5                   | 3,4                |
| –                    | NPD                         | –                     | 0,9                |
| Matthias Fallenstein | FDP                         | 4,2                   | 4,0                |
| –                    | PIRATEN                     | –                     | 0,3                |
| –                    | Die PARTEI                  | –                     | 0,8                |
| –                    | KPD                         | –                     | 0,0                |
| –                    | TIERSCHUTZ hier!            | –                     | 0,9                |
| –                    | BGE                         | –                     | 0,2                |
| –                    | DIE DIREKTE!                | –                     | 0,2                |
| –                    | Blaue #Team Petry Thüringen | –                     | 0,1                |
| –                    | Graue Panther               | –                     | 0,4                |
| Stefan Engel         | MLPD                        | 0,4                   | 0,4                |
| –                    | ÖDP                         | –                     | 0,3                |
| –                    | Gesundheitsforschung        | –                     | 0,5                |
| Ines Senf            | FREIE WÄHLER                | 2,5                   | –                  |

## Landtagswahl 2014
Bei der Landtagswahl in Thüringen 2014 traten folgende Kandidaten an:
| Name                | Partei                | Anteil der Erststimmen |
| ------------------- | --------------------- | ---------------------- |
| Manfred Grob        | CDU                   | 42,3 %                 |
| Anja Müller         | DIE LINKE             | 26,3 %                 |
| Jürgen Holland-Nell | SPD                   | 17,0 %                 |
| Helmut Hempel       | FDP                   | 3,1 %                  |
| Andreas Hundertmark | Bündnis 90/Die Grünen | 5,5 %                  |
| Tobias Kammler      | NPD                   | 5,8 %                  |

## Landtagswahl 2009
Bei der Landtagswahl in Thüringen 2009 traten folgende Kandidaten an:
| Name                                                      | Partei                 | Anteil der Erststimmen |
| --------------------------------------------------------- | ---------------------- | ---------------------- |
| Manfred Grob                                              | CDU                    | 35,2 %                 |
| Frank Kuschel                                             | Die Linke              | 23,9 %                 |
| Thomas Fischer                                            | SPD                    | 14,5 %                 |
| Mario Amling                                              | Bündnis 90/Die Grünen  | 4,0 %                  |
| Jürgen Bohn                                               | FDP                    | 7,0 %                  |
| Werner Hellmann                                           | Freie Wähler Thüringen | 9,0 %                  |
| Tobias Kammler                                            | NPD                    | 6,5 %                  |
| Wahlberechtigte: 51.016 Einwohner Wahlbeteiligung: 54,1 % |                        |                        |

## Landtagswahl 2004
Bei der Landtagswahl in Thüringen 2004 traten folgende Kandidaten an:
| Name                                                      | Partei                | Anteil der Erststimmen |
| --------------------------------------------------------- | --------------------- | ---------------------- |
| Manfred Grob                                              | CDU                   | 39,9 %                 |
| Christina Michael                                         | Die Linke             | 29,7 %                 |
| Frank Pach                                                | SPD                   | 17,2 %                 |
| Helga Fibich                                              | Bündnis 90/Die Grünen | 5,9 %                  |
| Jürgen Bohn                                               | FDP                   | 7,3 %                  |
| Wahlberechtigte: 52.057 Einwohner Wahlbeteiligung: 58,9 % |                       |                        |

## Landtagswahl 1999
Bei der Landtagswahl in Thüringen 1999 traten folgende Kandidaten an:
| Name                                                      | Partei | Anteil der Erststimmen |
| --------------------------------------------------------- | ------ | ---------------------- |
| Manfred Grob                                              | CDU    | 49,7 %                 |
| Günter Pohl                                               | SPD    | 24,1 %                 |
| Christina Michael                                         | PDS    | 19,8 %                 |
| Silvio Dettmar                                            | REP    | 2,6 %                  |
| Gerhard Petter                                            | FDP    | 2,3 %                  |
| Gustav Josef Eib                                          | Heimat | 1,3 %                  |
| Wahlberechtigte: 52.112 Einwohner Wahlbeteiligung: 58,2 % |        |                        |

## Landtagswahl 1994
Bei der Landtagswahl in Thüringen 1994 traten folgende Kandidaten an:
| Name                                                      | Partei                | Anteil der Erststimmen |
| --------------------------------------------------------- | --------------------- | ---------------------- |
| Hans-Peter Häfner                                         | CDU                   | 42,9 %                 |
| Günter Pohl                                               | SPD                   | 35,2 %                 |
| Eva-Maria Förtsch                                         | PDS                   | 13,3 %                 |
| Gerhard Petter                                            | FDP                   | 3,3 %                  |
| Gerhard Wien                                              | Bündnis 90/Die Grünen | 5,4 %                  |
| Wahlberechtigte: 52.299 Einwohner Wahlbeteiligung: 75,7 % |                       |                        |

## Bisherige Abgeordnete
Direkt gewählte Abgeordnete des Wahlkreises Wartburgkreis I waren:
| Jahr | Name              | Partei | Anteil der Erststimmen |
| ---- | ----------------- | ------ | ---------------------- |
| 2019 | Martin Henkel     | CDU    | 34,4 %                 |
| 2014 | Manfred Grob      | CDU    | 42,3 %                 |
| 2009 | Manfred Grob      | CDU    | 35,2 %                 |
| 2004 | Manfred Grob      | CDU    | 39,9 %                 |
| 1999 | Manfred Grob      | CDU    | 49,7 %                 |
| 1994 | Hans-Peter Häfner | CDU    | 42,9 %                 |